# Lefaucheux-Stiftfeuerrevolver
Der Lefaucheux-Stiftfeuerrevolver ist ein Revolver für Stiftfeuerpatronen. Er wurde 1854 vom französischen Büchsenmacher Eugène Lefaucheux entwickelt und bot verschiedene Vorteile gegenüber den damals verwendeten Perkussionsrevolvern, die noch Vorderlader mit Papierpatronen waren. Der Lefaucheux-Stiftfeuerrevolver war hingegen ein Hinterlader und wurde mit Metallpatronen geladen. Die französische Marine führte den Revolver 1858 als weltweit erste militärisch eingesetzte Handfeuerwaffe mit Metallpatronen ein. Deswegen ist der Revolver auch unter der Bezeichnung Modèle 1858 bzw. M1858 bekannt. Weitere Aufträge folgten von anderen Staaten. Der Revolver war auch bei zivilen Käufern gefragt und wurde von verschiedenen Herstellern nachgebaut.

## Geschichte

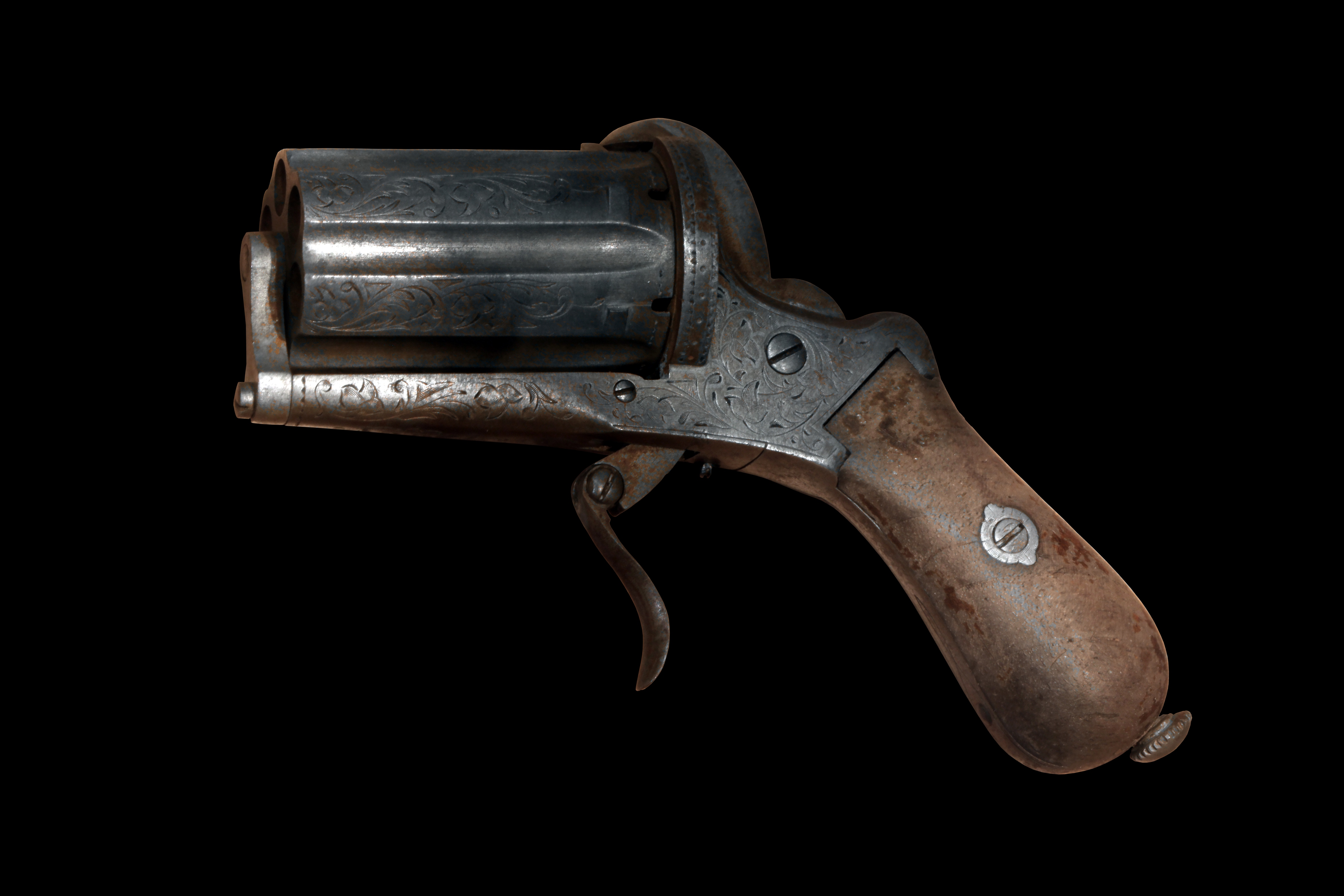
Vorgänger: Bündelrevolver für Stiftfeuerpatronen

Im Jahr 1836 entwickelte der Büchsenmacher Casimir Lefaucheux eine Einheitspatrone, die das Projektil, die Treibladung wie auch das Anzündhütchen in einer Metallhülse integrierte. Die Lefaucheux-Zündung hatte eine Besonderheit: das Anzündhütchen wurde über einen kleinen, seitlich abstehenden Stift aktiviert. Casimir Lefaucheux und dessen Sohn Eugène entwickelten für die neuartige Patrone einen Bündelrevolver, den sie 1851 auf der Weltausstellung Great Exhibition in London ausstellten.
Nach Lefaucheuxs Tod 1852 führte sein Sohn Eugène Lefaucheux das Werk fort. Er führte weitreichende Verbesserungen ein, so ließ er am 15. April 1854 in Frankreich eine durchbohrte Revolvertrommel patentieren, die eine Voraussetzung für einen Hinterladerevolver war. Das geschah ein Jahr vor dem Patent von Rollin White in den USA. Den nach ihm benannten Stiftfeuerrevolver entwickelte er schließlich im Jahr 1854.
Mitte des 19. Jahrhunderts waren Perkussionsrevolver üblich. Das Anzündhütchen wurde von hinten in die Trommel eingelegt, die Papierpatrone, welche die Treibladung und das Geschoss enthielt, wurde hingegen von vorne in die Trommel geladen. Der Lefaucheux-Stiftfeuerrevolver bot demgegenüber mehrere Vorteile. Er war schneller nachzuladen sowie feuchtigkeitsresistent.
Das französische Heer zeigte kein Interesse, im Gegensatz zur französischen Marine, die vor allem wegen der feuchtigkeitsresistenten Patronen für das neue Konzept aufgeschlossen war. Das vorherrschend feuchte Klima auf den Schiffen stellte ein Problem für die damaligen Feuerwaffen dar. Die Marine suchte nach einem zuverlässigen Revolver für die Enterkommandos. Nach einer Testphase von über drei Jahren stellte die französische Marine den Revolver im Jahre 1858 als Pistolet-Revolver Modèle 1858 in Dienst. Es war der erste militärisch genutzte Revolver mit Metallpatronen. Weitere staatliche Aufträge erfolgten z. B. aus Schweden, Italien, Russland, Spanien und Norwegen. Die Waffe wurde in verschiedenen Kalibern, Varianten und Qualitäten hauptsächlich in Frankreich und Belgien auch für den Zivilmarkt nachgebaut. Die Originalrevolver wurden von Lefaucheux bis etwa 1871 gebaut, billigere Kopien von anderen Herstellern noch bis 1914.
Der Lefaucheux-Revolver war bei seinem Erscheinen 1854 eine sehr fortschrittliche Handfeuerwaffe. Die waffentechnische Entwicklung ging schnell weiter. Schon 1870 entwickelte Lefaucheux, auf Grundlage des Modells M1858, im Auftrag der französischen Marine den Lefaucheux-Revolver Modell 1870 für Zentralfeuerpatronen. Damit läutete er einen Trend für die Etablierung der Zentralzündung ein. Viele militärisch genutzte Lefaucheux-Revolver wurden in den folgenden Jahren auf Zentralzündung umgestellt.

## Technik

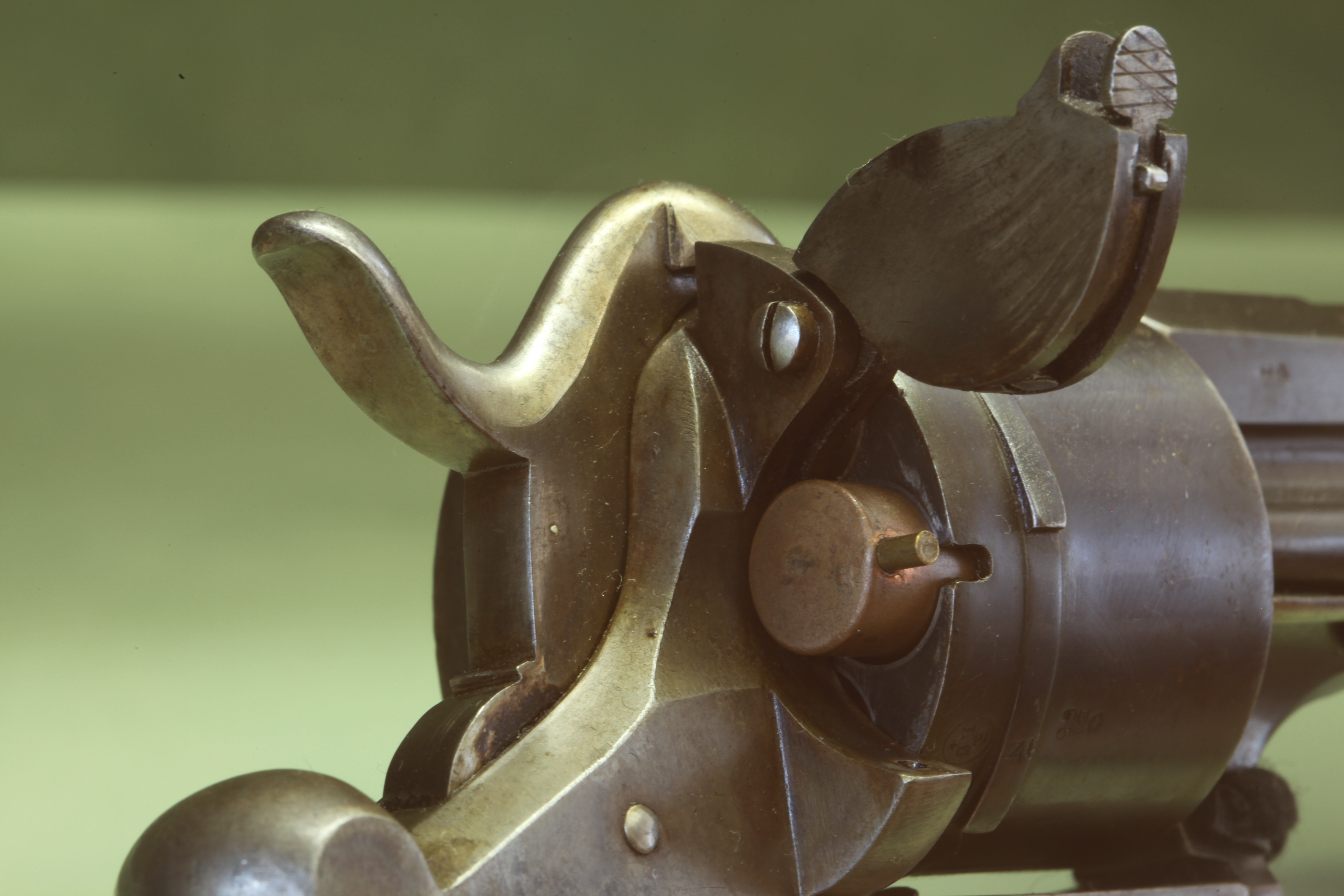
Geöffnete Ladeklappe

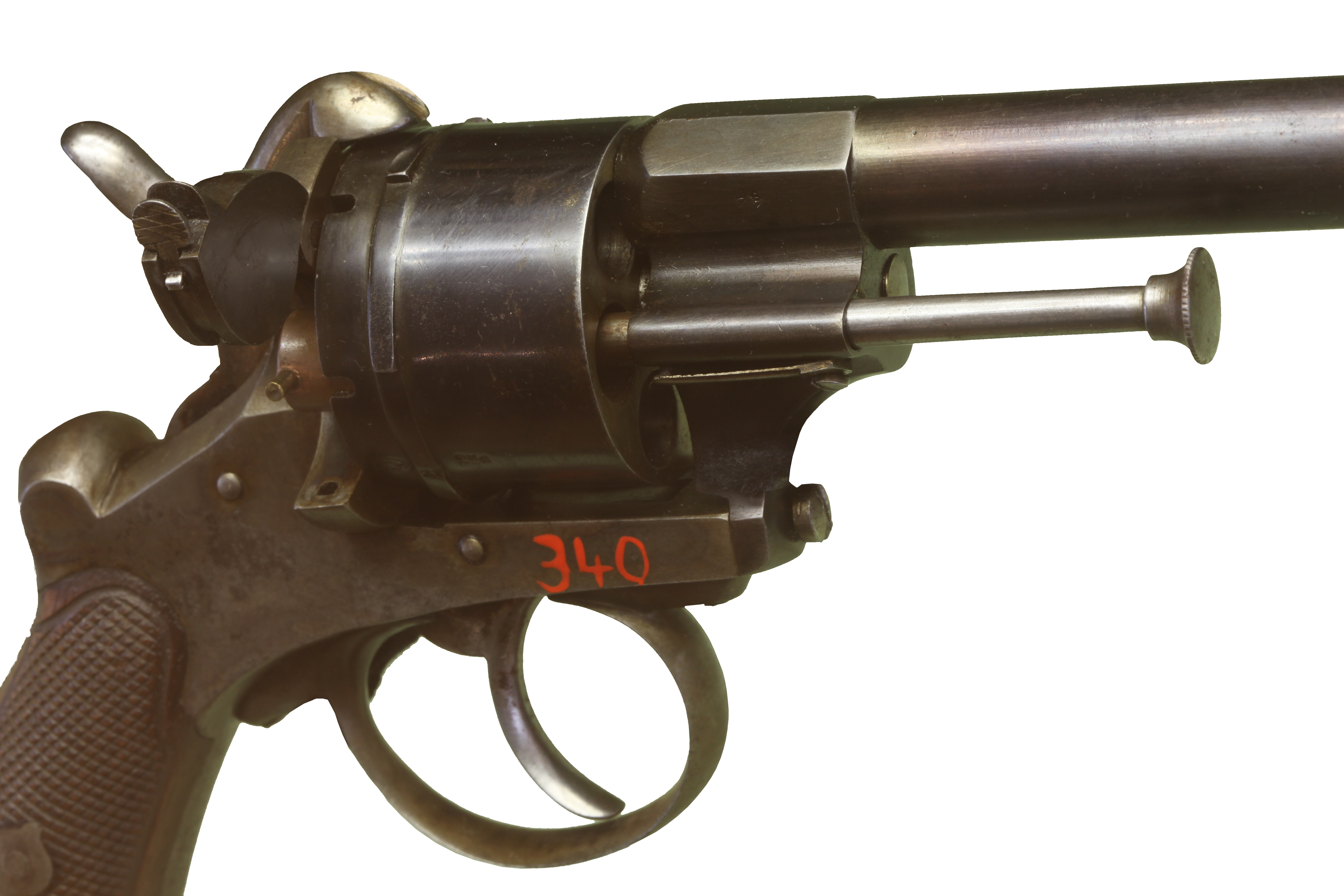
Teilweise eingedrückter Ausstoßer

Der Rahmen besteht aus zwei Teilen; ein Teil mit Griff und Abzugsmechanismus, der zweite mit Lauf und Ausstoßer für die Patronenhülsen. Die Trommel wird durch einen am Rahmen angebrachten Stift, der als Trommelachse dient, zwischen den beiden Rahmenhälften festgehalten. Die beiden Teile werden über eine vor dem Abzugsbügel befindliche einzelne Schraube zusammengehalten. Je nach Variante ist diese entweder horizontal oder vertikal angebracht. Es gibt keinen Rahmenbügel über der Trommel; diese Bauart wird als Open-Top (oben offen) bezeichnet. Um der Konstruktion mehr Festigkeit zu verleihen, verfügen manche Modelle trotzdem über einen über der Trommel befindlichen Bügel. Das eine Ende des Bügels ist dabei wie ein Schwalbenschwanz geformt; die Aussparung ermöglicht es dem Hammer, den Zündstift zu erreichen. Bei einigen wenigen Varianten ist der Rahmen sogar aus einem Stück geschmiedet.
An der rechten Schirmplatte befindet sich die an einem Scharnier befestigte Ladeklappe, geöffnet kann jeweils eine Patrone in die Trommel eingeführt werden. Um eine weitere Patrone zu laden, muss die Trommel weitergedreht werden. Um die hervorstehenden und empfindlichen Zündstifte vor unbeabsichtigten Stößen zu schützen, war die Schirmplatte größer als der Trommeldurchmesser. Die Trommel ist nicht kanneliert und fasst sechs Patronen. Es gab aber auch exotische Varianten mit größerer Trommel für 10 und mehr Patronen. Auf der gegenüberliegenden Seite der Trommel, rechts unter dem Lauf, ist der Ausstoßer befestigt. Mit dem Ausstoßer werden leere Hülsen einzeln über die geöffnete Ladeklappe entladen.
Der Abzugsmechanismus ist unterschiedlich: Es gibt Modelle mit Single Action (Zurückziehen des Hahns mit dem Daumen spannt diesen und dreht die Trommel, Zeigefinger betätigt den Abzug und löst den Schuss aus) und Double-Action (Zeigefinger betätigt Abzug, dies spannt den Hahn, dreht die Trommel und löst den Schuss aus). Der Double-Action-Abzugsmechanismus ist sehr gut konstruiert. Neben dem Schlagstück (Hahn) und dem Abzug sind zwei Abzugsstangen involviert. Die Konstruktion wurde auch von den Waffenentwicklern Henri Gustave Delvigne und J. Chamelot verwendet. Viele der für den zivilen Markt gefertigten Waffen verfügten über einen Faltabzug. Bei manchen Varianten verfügt der Abzugsbügel über einen Sporn, vielfach ist er oval und ohne Sporn. Der Griff ist rundlich, unten am Griff befindet sich eine Öse, um einen Fangriemen daran zu befestigen.
Das Kaliber betrug in der Regel 10,7 mm und wurde als 11 mm, die Patrone hingegen als 12 mm bezeichnet. Diese verschiedenen Größenangaben werden in der Literatur bisweilen verwirrend dargestellt. Zudem wurde die Waffe für verschiedene Stiftpatronen nachgebaut, z. B. 7 mm, 10 mm und 15 mm.

## Hersteller, Varianten und Nutzung
Die Revolver wurden neben der Fabrik von Lefaucheux in Paris auch in Saint-Étienne bei der Société Manufacturière d’Armes und in weiteren Fabriken in Belgien produziert. Der bekannteste Hersteller neben Lefaucheux war Auguste Francotte in Liège, Belgien.

### Frankreich
Die Französische Marine führte die Waffe zunächst provisorisch am 27. Oktober 1857 und dann offiziell am 4. März 1859 als Modèle 1858 ein. Eugène Lefaucheux hätte gerne den Revolver für die Marine in seiner Fabrik in Paris produziert, doch die Marine bestand auf der Produktion in der staatlichen Manufacture d’armes de Saint-Étienne. Die Marine zahlte Lefaucheux im Durchschnitt 5 Goldfranken pro Waffe als Lizenzgebühr. Die durchschnittlichen Produktionskosten in Saint-Étienne betrugen pro Waffe 58,20 Goldfranken und waren somit höher als der Preis für die von Lefaucheux produzierten Waffen. Es wurden über 6000 Stück in Saint-Étienne hergestellt. Das militärische Modell 1858 unterschied sich nur geringfügig von dem seit 1854 gebauten zivilen Modell. Auf Betreiben des Waffeninspekteurs Léon Dechambe wurden z. B. am Visier Modifikationen vorgenommen. Die Marine tat sich schwer damit, den Revolver aus dem Dienst zu entfernen, obwohl es spätere modernere Alternativen gab. In den 1870ern wurden die meisten der 1858er Modelle auf Zentralzündung und Double Action umgearbeitet und dann als Modèle 1858 N und Modèle 1858 NT bezeichnet.
Obwohl die Französische Armee die Waffe nie offiziell einführte, war sie unter den Armeeangehörigen beliebt. Einige Kavallerieeinheiten, welche an der französischen Intervention in Mexiko (1861–1867) teilnehmen sollten, forderten den Lefaucheux-Revolver an und erhielten ihn. Auch im Deutsch-Französischen Krieg (1870/71) führten manche französische Kavallerieoffiziere den Revolver.

### Vereinigte Staaten

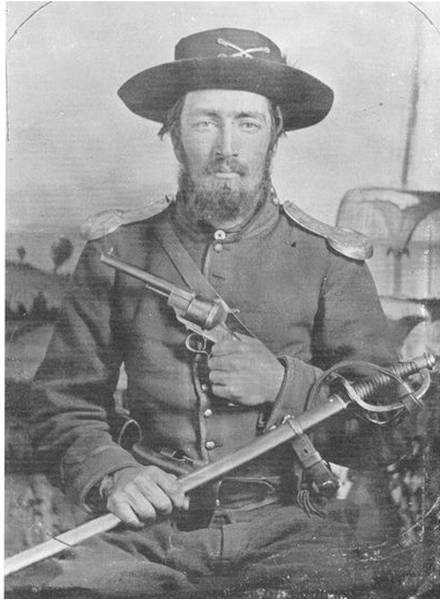
Kavallerist der Nordstaaten mit Revolver

Die United States Army testete den Revolver im Jahre 1858. Obwohl die Waffe beim Test gute Eigenschaften zeigte, kam kein Auftrag zustande. Nach dem Ausbruch des Sezessionskriegs (1861–1865) versuchten beide Parteien händeringend Waffen zu beschaffen. Mindestens 12.639 Lefaucheux-Revolver wurden von den Nordstaaten und 2.000 bis 5.000 von den Südstaaten importiert. Ein Teil der Revolver für die Nordstaaten wurden über den Handelsvertreter Marcellus Hartley eingekauft. Nach dem Krieg gründete er die Union Metallic Cartridge Company, welche Munition produzierte. Auf der Seite der Südstaaten agierte Caleb Huse als Handelsvertreter. Den Großteil dieser Lefaucheux-Revolver konnten beide Parteien in Belgien erwerben. Die meisten dieser Waffen nutzten die übliche 12-mm-Munition.
Nach den Vorderladerrevolvern von Colt, Remington und Starr war der Lefaucheux der vierthäufigste Revolver im Sezessionskrieg.
Die Waffe bewährte sich in diesem Konflikt, aber es gab Nachschubschwierigkeiten wegen der besonderen Munition. Die Wirkung der 12-mm-Munition war mit der .44 des vielfach verwendeten Colt Army Model 1860 vergleichbar. Die Erfahrungen zeigten, dass der Lefaucheux-Revolver nicht so robust war wie der amerikanische Perkussionsrevolver.
Der wohl bekannteste Träger und Befürworter der Waffe war der Südstaatengeneral „Stonewall“ Jackson.

### Dänemark
Die Dänische Armee erwarb im Jahre 1865 von Auguste Francotte gefertigte Lefaucheux-Revolver. 1897 wurden diese von der Kronborg Geværfabrik auf Zentralzündung umgestellt.
Die Dänische Marine stellte im Jahre 1871 ebenfalls von Auguste Francotte gefertigte Lefaucheux-Revolver in den Dienst. Bereits 1881 ließ die Marine den Revolver von der Marinewerft in Kopenhagen auf Zentralzündung umstellen.

### Norwegen

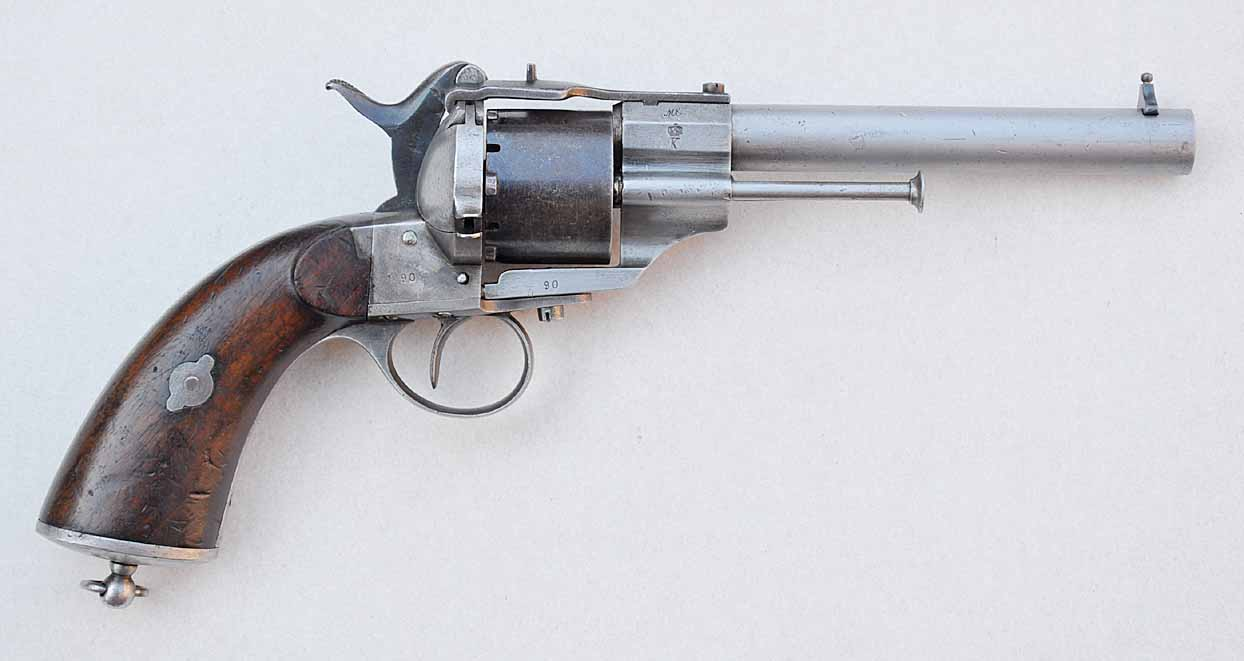
Norwegischer Lefaucheux-Revolver mit nachträglich angebrachter Verstärkung

Die Norwegische Marine führte den Lefaucheux-Revolver im Jahre 1859 ein, die Armee folgte im Jahre 1864. Die Marine kaufte 1.300 Stück in Frankreich, 200 davon als Double Action. Die Armee führte nur Single Actions ein; 1.300 aus Frankreich, 200 wurden in der norwegischen Kongsberg Våpenfabrikk gebaut. 200 der aus Frankreich stammenden Revolver verfügten über einen achtkantigen Lauf und waren für Offiziere bestimmt. Laut norwegischen Angaben waren die Revolver bis etwa 80 m zielgenau. Das norwegische Militär erachtete den oben offenen Rahmen als zu schwach und stattete im Jahre 1898 den Revolver mit einem nachträglichen Bügel über der Trommel aus. Die Waffe wurde bis in die 1930er Jahre von der norwegischen Küstenartillerie genutzt.

### Schweden
Die schwedischen Streitkräfte erwarben den Revolver im Jahre 1863 von Lefaucheux. Davon waren 890 für die schwedische Marine und 1065 für schwedische Artillerie bestimmt. Die Mehrheit der für die Artillerie bestimmten Revolver wurde nicht ausgegeben. Im Jahre 1879 wurden die Revolver auf Zentralzündung umgestellt und bis 1890 genutzt.

### Spanien

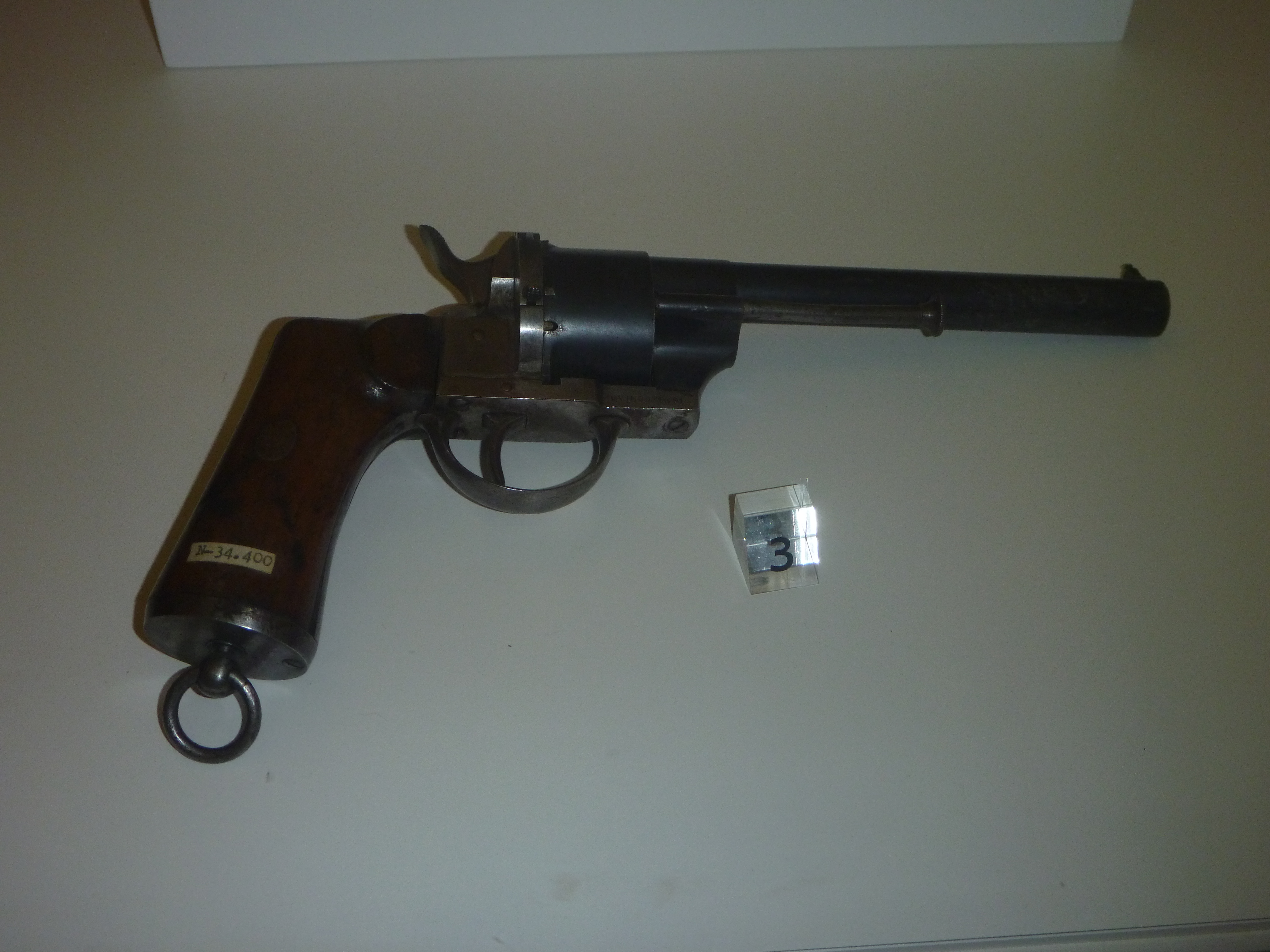
Spanischer Revolver mit abgeknicktem Griff aus Oviedo

In Spanien stellten verschiedene Unternehmen den Revolver seit 1858 her, vor allem Fábrica de armas de Trubia in Trubia, Orbea in Eibar und Fábrica de Armas de Oviedo in Oviedo. Die Abnehmer waren das Militär sowie der zivile Markt. Manche Modelle verfügten über einen charakteristisch abgeknickten Griff.
Die spanischen Streitkräfte nutzten den Lefaucheux-Revolver in der Anfangsphase des Zehnjährigen Krieges (1868–1878) in Kuba. Dieser wurde dort durch US-amerikanische Revolver verdrängt.

### Sonstige Nationen
Die italienischen Carabinieri führten die Waffe 1861 ein. In Russland wurde die Waffe von Tulski Oruscheiny Sawod in Tula hergestellt. China importierte verschiedene französische Waffen, unter anderem den Lefaucheux-Revolver, welcher an Offiziere ausgegeben wurde.